# Hippotion isis
Hippotion isis es una polilla del familiar Sphingidae. Vuela en la isla Mauricio.
La longitud de sus alas delanteras es de aproximadamente 29 mm. Es extremadamente similar a Hippotion aurora delicata pero difiriendo en el color brillante de la banda difusa de la banda mediana del lado superior de sus alas posteriores y la ausencia de cualquier línea longitudinal dorsal en el abdomen.